# Pont de Can Marcús
El Pont de Can Marcús és una obra d'Arbúcies (Selva) inclosa a l'Inventari del Patrimoni Arquitectònic de Catalunya.

## Descripció
Pont de dos arcs, de pedra i maons, pla i amb abaranes de pedra. Els dos arcs són desiguals un de molt gran i alt, amb una fita a l'entrada es llegeix: CAMINO PARTICULAR,MARCUS AÑO 1923, al mig una altra pedra diu: JR-RV-1923.
Separats uns metres d'un parc més petit deixa pasar l'aigua del molí de les pipes que està al tocar.Passa per sobre de la riera d'arbúcies, afluent per l'esquerra de la Tordera.